# Ліон Шустер
Ліон Шустер (нім. Lion Schuster, нар. 9 серпня 2000, Відень) — австрійський футболіст, півзахисник німецького клубу «Зандгаузен».

## Клубна кар'єра
Народився 9 серпня 2000 року в місті Відень. Вихованець юнацьких команд футбольних клубів «Альтенмаркт», «Баденер» та «Рапід» (Відень). З 2018 року став виступати за резервну команду «Рапіда».
25 вересня 2019 року в матчі Кубка Австрії проти «Ред Булл Зальцбург» (1:2) Шустер дебютував за першу команду віденців. А 1 грудня 2019 року у грі проти ЛАСКа (4:0) Ліон дебютував за «Рапід» і у австрійській Бундеслізі.

## Виступи за збірну
У 2016–2018 роках Шустер залучався до юнацьких збірних Австрії різних вікових категорій, провівши загалом 28 ігор.